# Хувсгул
Хувсгул (монг. Хөвсгөл нуур, рус. Хубсугу́л) или Далај Еј (монг. Далай ээж) је највеће слатководно језеро у Монголији по запремини, и друго по површини. Хувсгул има надимак „млађа сестра Бајкалског језера“.

## Географија
Језеро Хувсгул се налази на северозападу Монголије, у близини руске границе, у подножју планине Источни Сајан. Надморска висина језера је 1.645 m (5.397 ft), дуго је 136 километара, а 262 метара дубоко. То је друго најобимније слатководно језеро у Азији и има скоро 70% свеже воде Монголије, а 0,4% свих свежих вода на свету. На обали овог језера се налазе два града Хатгал
(на југу) и Ханх.
Његов слив је релативно мали које чине мање притоке. Језеро исцрпљује река Егин на југу језера, затим се улива у Селеншку реку, а Селенга у Бајкалско језеро. Између два језера вода путује на удаљености од преко 1.000 километара, а надморска висина се спушта од 1.645 до 456 метара. Његова локација у северној Монголији чини један део јужне границе великих сибирских тајги, од којих доминира дрво сибирски ариш (Larix sibirica).
Језеро је окружено високим планинским венцима. Највиши планински венац је Буренхан или Монт Саридаг (3.492 метара), а највише узвишење је на Руско-Монголској граници. Површина језера се зими потпуно заледи, а лед је толико дебео да по њему могу да пролазе и тешки камиони. Транспортни путеви су зими померени преко језера како би се лакше стигло до одређене локације, међутим ова пракса је сада забрањена како би се спречило загађење језера: цурење уља из возила у језеро или у неким ситуацијама да дође до пуцања леда. Процењује се да годишње око 30-40 возила потоне у језеро.

## Еколошки значај
Хувсгул је најзначајнија резерва пијаће воде, а њена вода је питка без икаквог третмана. У језеру се налази веома мало риба у поређењу са Бајкалским језером. Врсте комерциалног и рекреативног интереса укључује гргеч, манић, Brachymystax lenok, а укључује и угрожену врсту Thymallus nigrescens.
Подручје језера је национални парк већи и од Јелоустоуна и строго заштићен као прелазна зона између средњоазијских степа и сибирских тајги.
Парк је дом различитих дивљих животиња као што је козорог, лос, вук , аргал, ждеравац, мрки медвед, мошусни јелен и самур.

## Етимологија и транслитерације
Име Хувсгул потиче од Туванског језика (Khövsgöl), а реч у преводу значи „Плава Вода“. Постоји резличити преводи овог имена, у зависности да ли ће ћирилично „х“ преводити као „х“ или „кх“, или да ли ће ћирилочно „ө“ прећи у „ö“, „о“ или „у“. Па према томе можемо видети следеће варијанте превода: Кховсгол, Ховсгол, Хувсгул, Кхувсгул итд.